# Valentín Sanz Carta
Valentín Sanz Carta (Santa Cruz de Tenerife, 1849-Nueva York, 1898) fue un pintor español, que tuvo actividad también en la isla de Cuba.

## Biografía

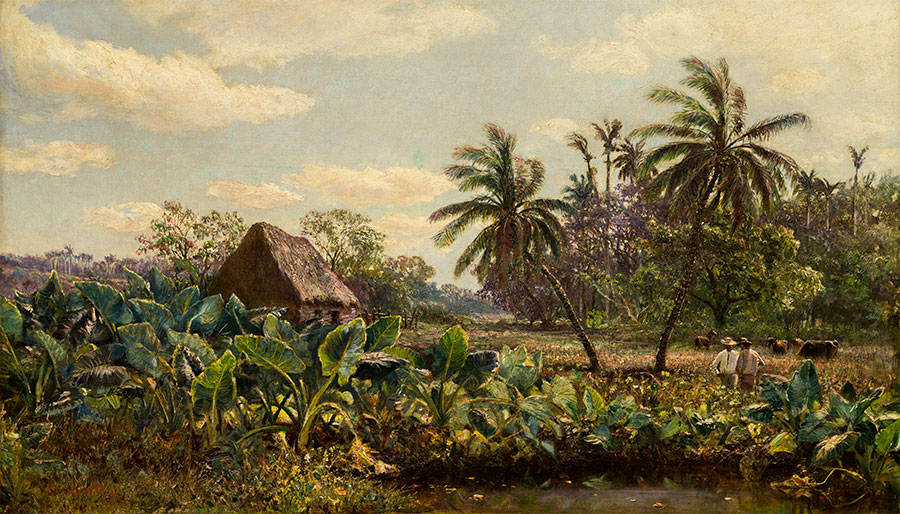
Paisaje con malangas y cocoteros

Nacido el 27 de febrero de 1849 en la ciudad canaria de Santa Cruz de Tenerife, cultivó la pintura de paisajes y el retrato. Sanz Carta, que tuvo una etapa canaria y que pasó también varios años en Madrid,donde fue discípulo de Carlos de Haes, se instaló en la isla de Cuba en 1882 y falleció el 7 de octubre de 1898 en Nueva York, según la fuente debido a unas «fiebres infecciosas» o, más específicamente, a la escarlatina.